# Meester van Johannes Gielemans
De Meester van Johannes Gielemans is de noodnaam voor een miniaturist die werkzaam was in Brussel tussen 1460 en 1485.

## Naamgeving

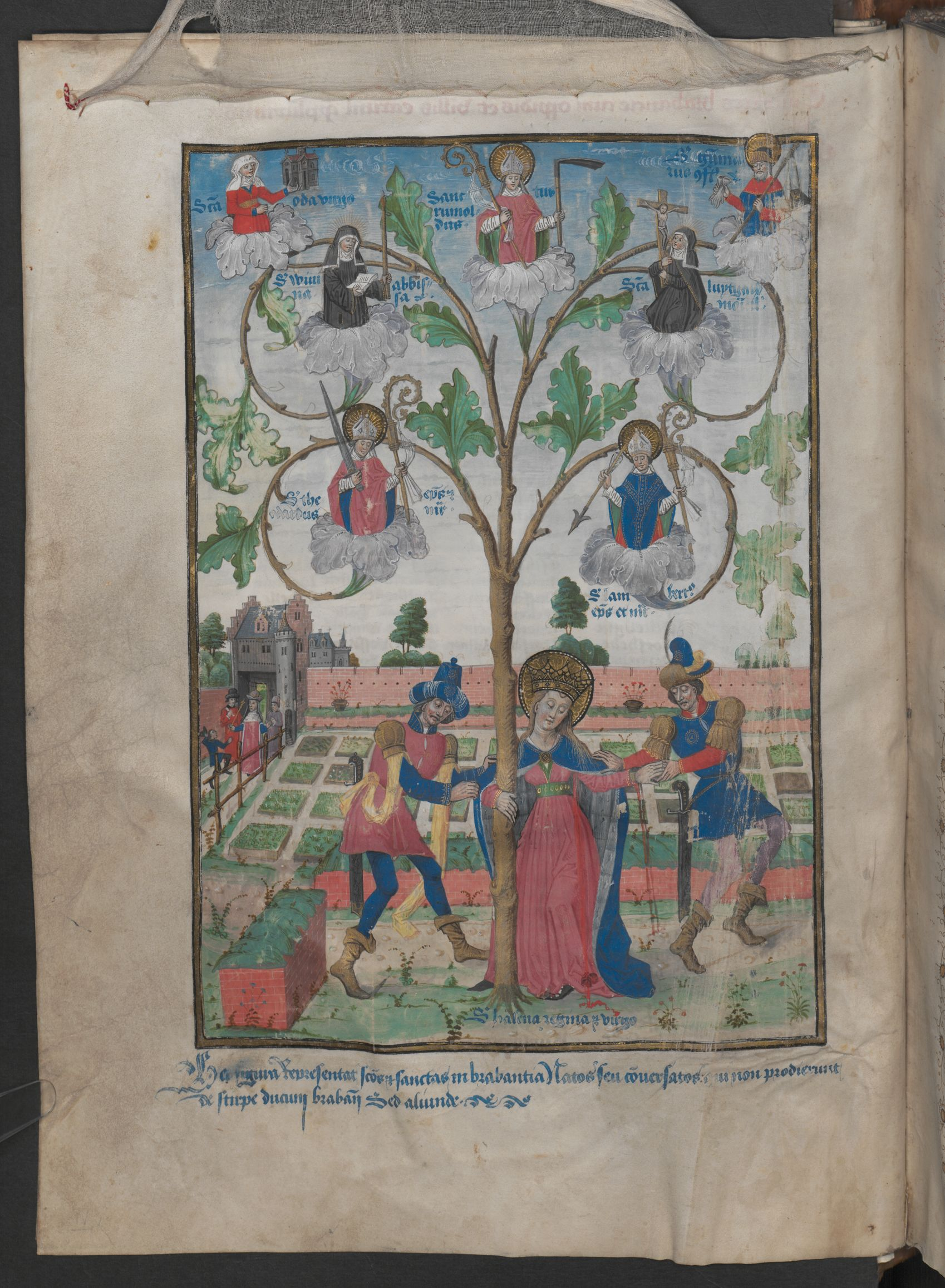
Voorblad van het Hagiologium Brabantinorum van Johannes Gielemans

Zijn naam verwijst naar een werk van de monnik Johannes Gielemans, van het Rooklooster, de augustijner priorij in het Zoniënwoud,  dicht bij Brussel. Die schreef tussen 1470 en 1486 zijn Hagiologium Brabantinorum, een verzameling van hagiografieën van Brabantse heiligen. In een exemplaar daarvan, dat nu bewaard wordt in de Österreichische Nationalbibliothek in Wenen als mss. s.n. 12706-12707, staan twee miniaturen van de hand van deze meester.
De meester kreeg in de loop der tijden verscheidene namen. Zo noemde Léon Delaissé hem de Léon Delaissé Meester van Vasco de Lucena naar de verluchting in een exemplaar van de vertaling van het werk Triunfo de las donas van Juan Rodriguez de la Cámara door Fernado da Lucena. Maurits Smeyers corrigeerde dit in de "Meester van Fernando de Lucena. James Marrow stelde de huidige noodnaam voor omdat die de meester associeert met een Brusselse auteur in plaats van te verwijzen naar een Portugese vertaler.

## Werken

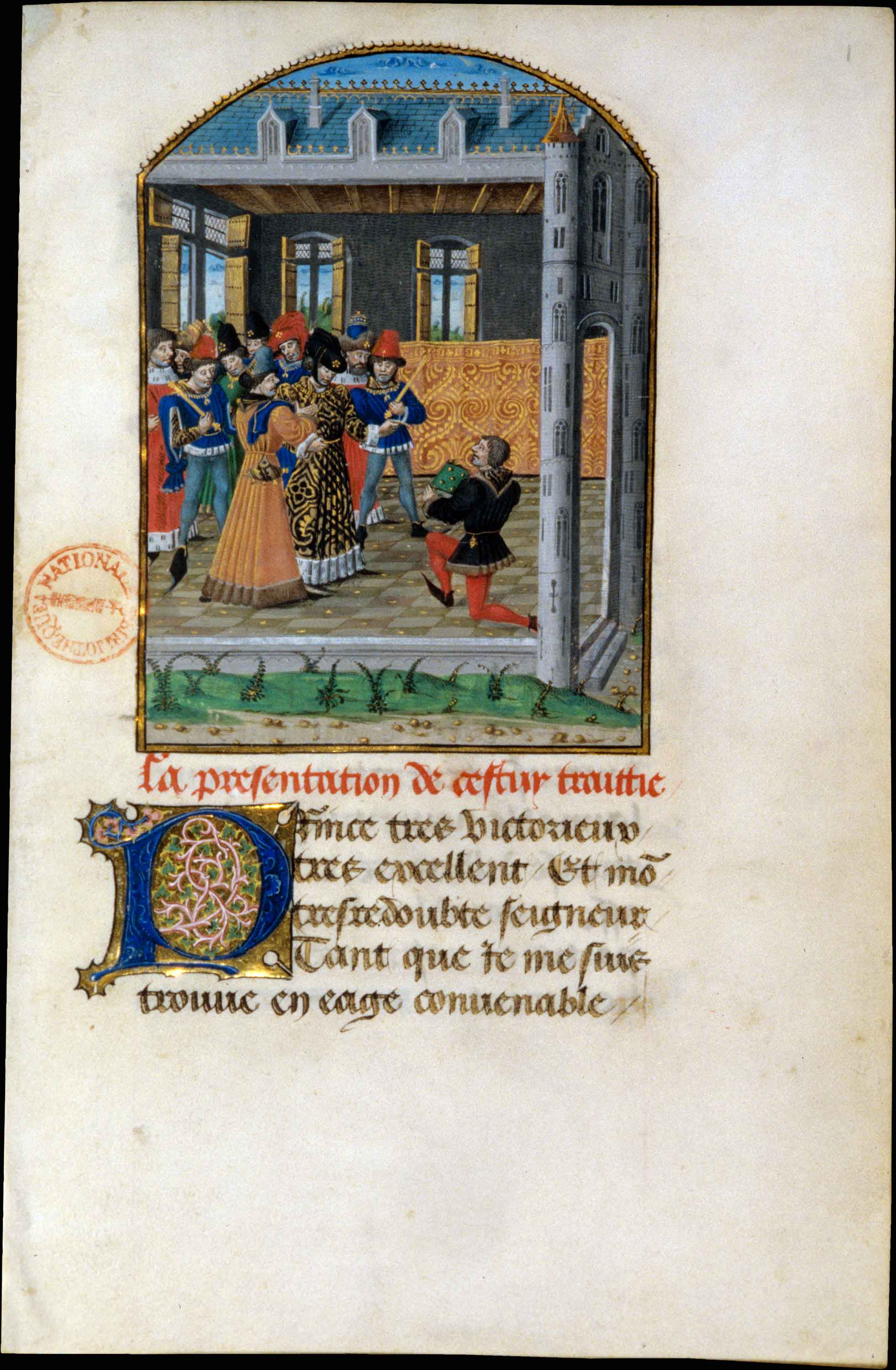
Miniatuur in Triomphe des dames

De meester werkte voor de aristocratie, de clerus, de burgerij en een aantal geleerden. De vertaling van de  Triunfo de las donas (Brussel, KBR ms. 10778) werd gemaakt op initiatief van Vasco de Quemadeo, een Portugese hoveling van Filips de Goede, en door hem aan de hertog aangeboden. Daarnaast verluchtte hij tussen 1456 en 1461 een moreel-didaktisch traktaat (Receuil de traités moraux et didactiques, New York, Public Library, ms. Spencer 17)  voor Jean de Rohan, heer van Montauban, de latere gouverneur van Bretagne. Hij maakte ook een Arbre des batailles (Chantilly, Musée Condé, ms. 346/1561) voor Lodewijk van Luxemburg-Saint-Pol, connétable van Frankrijk.
Naast de hoger genoemde illustraties in de Hagiologium Brabantinorum, (Wenen, Österreichische Nationalbibliothek, mss. s.n. 12706-12707) verzorgde hij ook de miniaturen in een Historologium Brabantinorum (Wenen, ÖNB, ms. s.n. 12710) van dezelfde auteur en hij versierde een oorkonde (Kerkelijke archieven van Brabant, Brussel, Klooster van de Rijke Klaren, nr. 13612 bis) voor het klooster van de Rijke Klaren in Brussel. 
De meester produceerde ook de verluchting in een aantal getijdenboeken voor gebruik in Brabant en Vlaanderen. Er komen tegenwoordig nog steeds getijdenboeken toegeschreven aan deze meester op de kunstmarkt.

## Weblinks
- Triomphe de dames, miniatuur met de presentatie van het werk aan Filips de goede.